# Ammothella pacifica
Ammothella pacifica là một loài nhện biển trong họ Ammotheidae. Loài này thuộc chi Ammothella. Ammothella pacifica được miêu tả khoa học năm 1942 bởi Hilton.